# Abstraction-Création
Abstraction-Création (15. února 1931–1937) byla mezinárodní skupina umělců, založená v Paříži z iniciativy George Vantongerloo, belgického malíře, sochaře a architekta, někdejšího člena skupin De Stijl a Art Concret. Zakládajícími členy byli Jean Hélion, Auguste Herbin, Theo van Doesburg, Naum Gabo a Antoine Pevsner.

## Historie
Podnětem ke vzniku byl mimo jiné vzrůstající vliv figurativního surrealismu na výtvarné scéně, podporovaného André Bretonem, a potřeba vytvořit fórum pro abstraktní umění.
Do skupiny přešla většina výtvarníků sdružených v Cercle et Carré a Art Concret a postupně měla až 400 členů. Někteří členové působili předtím v De Stijl (Theo van Doesburg, Piet Mondrian), Bauhausu (László Moholy-Nagy, Wassily Kandinsky, Josef Albers), v hnutí Dadaistů (Hans Arp, Kurt Schwitters), nebo polském konstruktivistickém sdružení Blok (Stazewski, Strzeminski). Ke vstupu byli vyzváni i ruští konstruktivisté El Lissitzky, Malevič a Tatlin, ale pozvání nepřijali. V Británii byla se skupinou v blízkém kontaktu Seven and Five Society a Unit One, jejichž hlavními členy byli Barbara Hepworth, Henry Moore, Ben Nicholson, Paul Nash, John Piper, Marlow Moss a Kurt Schwitters.
Skupina se stala duchovním a organizačním centrem konstruktivistických a geometrických uměleckých směrů. Pořádala společné výstavy, autorská čtení a diskuse, zprostředkovala kontakty s veřejností a v letech 1932–1936 vydala pět čísel magazínu Abstraction Création: Art non-figuratif. Texty se týkaly teoretických a metodologických otázek nefigurativního umění, fyzikálních a optických jevů a plastického prostorového vidění. Spolu s výstavami značně přispěly ke společenskému uznání abstraktního umění.
První číslo magazinu, které editoval Auguste Herbin, přineslo i programové prohlášení:
- Abstraction, parce que certains artistes sont arrivés à la conception de la non-figuration par l'abstraction progressive des formes de la nature.

Abstrakce, protože někteří umělci dospěli ke koncepci nefigurativního umění postupnou abstrakcí přírodních forem.
- Création, parce que d'autres artistes ont atteint directement la non-figuration par une conception d'ordre purement géométrique ou par l'emploi exclusif d'éléments communément appelés abstraits, tels que cercles, plans, barres, lignes, etc.

Tvorba, protože jiní umělci dospěli k nefigurativnímu umění přímou cestou s pomocí geometrického řádu nebo využitím výhradně obecně známých abstraktních prvků jako kruhy, roviny, čáry, linie apod.
Krátce před druhou světovou válkou se ve Spojených státech ustavila skupina American Abstract Artists a většina aktivit se přenesla tam. Po válce se roku 1946 z podnětu milovníka umění Freda Sidés a za účasti některých výtvarníků (Sonia Delaunay, Nelly van Doesburg, Auguste Herbin, Felix Del Marle, Jean Arp, Antoine Pevsner) ustavil v Paříži Salon des réalités nouvelles, který pořádá pravidelné výstavy abstraktního umění do současnosti.

### Členové (podle data narození)
- Vasilij Kandinskij (1866–1944), ruský malíř
- František Kupka (1871–1957), český malíř
- Piet Mondrian (1872–1944), nizozemský malíř a teoretik umění
- Katherine Sophie Dreier (1877–1952), malířka, mecenáška a sběratelka umění
- Auguste Herbin (1882–1960), francouzský malíř
- Theo van Doesburg (1883–1931), nizozemský malíř, architekt a teoretik. Art Concret.
- Robert Delaunay (1885–1941), francouzský malíř
- Alexandra Povorina (1885–1963), ruský, německý malíř
- Antoine Pevsner (1886–1962), ruský malíř a sochař
- Georges Vantongerloo (1886–1965), belgický malíř, sochař a architekt
- Hans Arp (1886–1966), německý malíř a sochař
- Kurt Schwitters (1887–1948), dadaistický výtvarník Merz z Hannoveru
- Josef Albers (1888–1976), německý malíř
- Willi Baumeister (1889–1955), německý malíř a scénograf
- El Lisickij (1890–1941), ruský malíř, fotograf a architekt
- Buchheister (1890–1964), německý malíř
- Naum Gabo (1890–1977), ruský sochař, malíř a architekt
- Władysław Strzemiński (1893–1952), polský konstruktivista
- Ben Nicholson (1894–1982), anglický malíř
- István Beöthy (Etienne Beothy) (1897 – 1961), maďarský sochař a architekt
- Alexander Calder (1898–1976), americký sochař a tvůrce kinetických objektů
- Katarzyna Kobro (1898–1951), ruská a polská konstruktivistka, sochařka a malířka
- Friedrich Vordemberge-Gildewart (1899–1962), německý malíř, sochař a spisovatel
- Lucio Fontana (1899–1968), italský malíř a sochař
- Kurt Seligmann (1900–1962) švýcarsko-americký malíř, grafik a spisovatel
- Barbara Hepworth (1903–1975), britský sochař
- Jean Helion (1904–1987) francouzský malíř, člen Art concret
- Leon Tutundjian (1905–1968), arménský umělec, člen Art concret
- Max Bill (1908–1994), švýcarský architekt, výtvarník a designér
- Théo Kerg (1909–1993), lucemburský malíř, grafik, sochař a sklářský výtvarník.
- Taro Okamoto (1911–1996)
- František Foltýn (1891–1976)
- Jiří Jelínek (1901–1941)